# Angry Young Men
Angry Young Men is de betiteling voor een groep gelijkgezinde jonge intellectuele Britse schrijvers die opkwam in de jaren 1950. Zij behoorden tot de eerste naoorlogse generatie in de Engelse literatuur met een eigen kritisch geluid, die zich afzette tegen de gevestigde orde en de burgerlijkheid. De hoofdfiguren in hun romans waren vaak antihelden, afkomstig uit de lagere middenstand of de arbeidersklasse. De benaming 'Angry Young Men' komt onder andere van een toneelstuk van John Osborne, getiteld Look Back in Anger (1956). Het stuk veranderde de gezapige naoorlogse toneelwereld in Engeland volkomen en had grote invloed op de hele Britse cultuur.
Enkele van de belangrijkste representanten waren Kingsley Amis, John Braine, Alan Sillitoe, John Wain, Colin Wilson, Doris Lessing, Arnold Wesker en Iris Murdoch. De invloed van de groep nam in de jaren zestig af, maar de naam, en die van een groot aantal jonge schrijvers, was gevestigd.